# Mauricio Pineda (argentyński piłkarz)
Mauricio Héctor Pineda (ur. 13 lipca 1975 roku w Buenos Aires) – argentyński piłkarz występujący na pozycji lewego obrońcy.

## Kariera klubowa
Héctor Pineda zawodową karierę rozpoczynał w 1993 roku w CA Huracán. W jego barwach po raz pierwszy zagrał 26 lutego 1994 roku w meczu z Rosario Central. W debiutanckim sezonie wystąpił łącznie w 26 spotkaniach i strzelił jednego gola, a w kolejnych rozgrywkach na boisku pojawił się 33 razy. W przerwie sezonu 1995/1996 argentyński obrońca przeniósł się do lokalnego rywala Huracána - Boca Juniors. Nie potrafił jednak wywalczyć sobie tam miejsca w podstawowej jedenastce i pełnił rolę rezerwowego. Przez półtora sezonu Argentyńczyk w barwach Boca Juniors rozegrał tylko siedemnaście ligowych pojedynków. Latem 1997 roku Pineda trafił do Włoch, gdzie podpisał kontrakt z Udinese Calcio. W ekipie "Bianconerich" także nie wiodło mu się najlepiej i w zimowym okienku transferowym sezonu 1998/1999 został wypożyczony do hiszpańskiego klubu RCD Mallorca. W późniejszym czasie na tej samej zasadzie zasilał najpierw SSC Napoli, a następnie Cagliari Calcio. W żadnym z tych zespołów nie potrafił jednak odzyskać formy, jaką prezentował jeszcze za czasów gry w lidze argentyńskiej. Po niezbyt udanej przygodzie w Italii Pineda w 2003 roku zdecydował się powrócił do kraju. W sezonie 2003/2004 rozegrał pięć meczów dla Club Atlético Lanús, po czym zakończył karierę.

## Kariera reprezentacyjna
Razem z reprezentacją Argentyny Pineda w 1996 roku zdobył srebrny medal na Igrzyskach Olimpijskich w Atlancie. W finale Argentyńczycy przegrali 2:3 z Nigerią. Następnie Daniel Passarella powołał go na Mistrzostwa Świata 1998. Na turnieju tym wychowanek CA Huracán wystąpił w trzech pojedynkach, a w meczu przeciwko Chorwacji strzelił bramkę, która zapewniła "Albicelestes" zwycięstwo 1:0. Udział w mundialu we Francji Argentyńczycy zakończyli na 1/4 finału, w której przegrali 2:1 z Holandią. Łącznie dla drużyny narodowej Pineda rozegrał dwanaście spotkań.